# 1988-as angol labdarúgó-ligakupa-döntő
Az 1988-as labdarúgó-ligakupa-döntő (szponzori okokból Littlewoods Challenge Cup-döntőként is ismert) egy labdarúgó-mérkőzés volt a Luton Town és az Arsenal között 1988. április 24-én a londoni Wembley Stadionban.
Ez volt a labdarúgó Ligakupa 1987–88-as rendezésének utolsó mérkőzése. A Luton először szerepelt a Ligakupa döntőjében, míg az Arsenal a negyedik döntőben szerepelt.
Az 1988-as döntő volt Luton első jelentős kupagyőzelme; menedzserük, Ray Harford később úgy jellemezte, hogy ez a klubnál eltöltött idejének legnagyobb győzelme. A Luton a következő szezonban nem kvalifikálta magát az európai futballba, annak ellenére, hogy megnyerte a Ligakupát, mivel az UEFA úgy döntött, nem enyhít az angol csapatokra vonatkozó eltiltásán. Az Arsenal menedzsere, George Graham időközben megerősítette csapatát csapata gyenge védekezési teljesítménye miatt.
Az 1988-as döntőt a versenysorozat történetének egyik legjobbjának és a legizgalmasabbnak tartották, és az 1979-es „ötperces” FA-kupa-döntőhöz hasonlították.